# Sojourner Truth
Isabella Baumfree ili Sojourner Truth (New York, oko 1797. – Michigan, 26. studenoga 1883.), američka abolicionistkinja, aktivistkinja i bivša ropkinja. 
Rođena je u ropstvu u Swartekillu, New York, a godine 1826. je pobjegla u Kanadu sa svojom malom kćeri. Svoju drugu djecu je morala ostaviti za sobom budući da nisu bila zakonski slobodna dok ne odsluže svoj rad kao vezani sluge do svojih dvadesetih godina.
Kada je država New York dvije godine kasnije ukinula ropstvo, vratila se i zaposlila kao sluškinja. Saznala je da je njezin bivši vlasnik prodao njezina sina, tada petogodišnjega, a zatim ga ilegalno preprodao robovlasniku u Alabami. Uz pomoć obitelji koji su joj pomogli u Kanadi, iznijela je slučaj na sud i 1828. godine, nakon višemjesečnih sudskih postupaka, vratila sina pod svoje skrbništvo. Time je postala jedna od prvih crnih žena koja je na sudu dobila slučaj protiv bijelca.
Ubrzo nakon toga postala je ulična propovjednica i počela držati niz govora protiv ropstva i za prava žena. Njezin najpoznatiji govor nije bio unaprijed napisan i pripremljen već je bio u potpunosti spontano izveden 1851. godine, na Konvenciji o pravima žena u Akronu, Ohio. Govor je postao nadaleko poznat tijekom američkog građanskog rata pod naslovom "Ain't I a Woman?" ("Nisam li ja žena?"), koji je bio varijacija izvornog govora u kojem je korišten južnjački dijalekt, dok je Sojourner Truth bila iz New Yorka.
Tijekom građanskog rata, Truth je pomogla regrutirati crnačke trupe i organizirala prikupljanje namirnica za vojsku Unije. Nakon rata je bezuspješno pokušala osigurati zemljišne darovnice od savezne vlade za bivše robove. Nastavila je zalagati se za prava žena i Afroamerikanaca sve do svoje smrti. Kao što je njezina biografkinja Nell Irvin Painter napisala: "U vrijeme kada je većina Amerikanaca robove smatrala muškarcima, a žene bijelcima, Sojourner Truth je utjelovila činjenicu koju još uvijek vrijedi ponoviti: Među crncima su žene; među ženama ima crnaca."
Njezina memorijalna bista otkrivena je 2009. u dvorani Emancipation u Centru za posjetitelje američkog Kongresa. Ona je prva afroamerička žena u čiju je čast podignut kip na tom mjestu. Godine 2014. Truth je uvrštena na popis "100 najznačajnijih Amerikanaca svih vremena" u časopisu Smithsonian.